# Ромб (символ)
Символ ромб (/ˈlɒzɪndʒ/ LOZ-inj; символ: ◊) — символ, имеющий форму ромба.

## Описание
Название происходит от старофранцузского losenge. В данном случае это обычно тонкий ромб с двумя острыми и двумя тупыми углами, в 45° и 135° соответственно. Ромбическая форма часто используется в паркете (с острыми углами 360°/n, где n — целое число больше 4, поскольку из них можно сформировать набор плиток одинаковой формы и размера, которые можно повторно использовать для покрытия плоскости), в различных геометрических узорах в результате процесса создания мозаики, а также в качестве украшения керамики, столового серебра и текстиля. Также используется в геральдике и мастях игральных карт. Утверждён как часть Юникода в 1993.